# Hämmerli (bedrijf)
Hämmerli was een Zwitsers bedrijf, dat werd opgericht in 1863 door Johann Ulrich Hämmerli. Het is nu onderdeel van Walther (wapenfabrikant).
Op wapengebied vervaardigt het concern onder andere wedstrijdpistolen onder de naam Hämmerli. Hämmerli beschikt over een ruim assortiment pistolen, zowel enkelschots 'vrije pistolen' als semiautomatische kleinkaliber-pistolen in het kaliber .22 LR. Beide soorten worden door topschutters veel gebruikt tijdens de Olympische Spelen en wereldkampioenschappen.